# Општина Трајан (Олт)
Трајан (рум. Traian) општина је у Румунији у округу Олт.
Oпштина се налази на надморској висини од 76 m.